# Leptobrachella palmata
Leptobrachella palmata es una especie de anfibio anuro de la familia Megophryidae.

## Distribución geográfica
Es endémica de Malasia Oriental. 

## Estado de conservación
Se encuentra amenazada de extinción por la pérdida de su hábitat natural.